# Octonodula
Octonodula is een geslacht van vlinders van de familie tastermotten (Gelechiidae).

## Soorten
- O. binotella Janse, 1951
- O. inumbrata (Meyrick, 1914)